# Accident ferroviaire de Dudelange
L'accident ferroviaire de Dudelange s'est produit le 14 février 2017, à 8 h 45 à Dudelange, au Luxembourg. Il s'agit d'une collision frontale entre deux trains au point kilométrique 1,481 de la ligne 6, entre la gare de triage de Bettembourg et la frontière entre le Luxembourg et la France. L'accident a fait un mort et deux blessés graves.

## Circonstances
Un Train express régional reliant Luxembourg à Thionville, constitué d'une rame à deux niveaux de type 2200 opérée par la Société nationale des chemins de fer luxembourgeois (CFL), est entré en collision frontale avec un train de marchandises Sibelit reliant Thionville à Monceau-sur-Sambre, (près de Charleroi), remorqué par deux locomotives série 13 de la Société nationale des chemins de fer belges (SNCB) et composé de 21 wagons pour le transport de tôles d’acier.
L'accident évoque, par sa ressemblance, la collision frontale de Zoufftgen, survenue en 2006 dans ce même secteur, mais à la frontière (soit à environ 1 500 mètres de là).

## Bilan
Le conducteur du train de voyageurs est décédé, et une contrôleuse est légèrement blessée. Le conducteur du train de fret est également blessé. Le premier train ne transportait pas de passagers au moment de l'accident, les seuls présents à bord étant tous descendus à la gare de Bettembourg.
Ce même conducteur a été à nouveau impliqué le 16 octobre 2018 vers 21 h, non loin de là, à la gare de triage de Bettembourg lorsque son train de fret, opérant pour le compte de Fret SNCF, en attente de départ pour Woippy, a été percuté par des wagons en cours de manœuvre sur la même voie, chose possible au Luxembourg mais pas en France.

## Enquêtes
Le Parquet de Luxembourg a diligenté une enquête le jour même de la catastrophe. Enquête à laquelle participent la police judiciaire et l'Administration des enquêtes techniques.
Dès l'après-midi de l'accident, les CFL indiquent par communiqué de presse que, d'après les enregistrements du système de gestion du trafic, le TER a franchi un signal d'arrêt (néanmoins, sans indiquer explicitement la position du signal au moment du franchissement - présumée fermée).
L'État a mandaté un expert du Service suisse d'enquête de sécurité, la signalisation du réseau CFL étant de conception suisse. Selon ses conclusions rendues dix jours après l'accident, et sans avoir pris connaissance des données contenues dans les enregistreurs embarqués, l'accident est dû à une erreur du conducteur « si l’on écarte la piste de signaux de sécurité vétustes ou défaillants et que l’on considère que le système de sécurité Memor II+ a fonctionné » (sic).
Un rapport d’étape, publié le 19 février 2018, met en avant le fait que le conducteur du train de voyageurs n’a pas respecté un signal imposant de ralentir et a poursuivi sa route en accélérant, ce qui l’a amené à rencontrer un signal rouge à une vitesse (131 km/h) trop importante pour freiner. La collision a eu lieu à 300 m de ce feu rouge.
Outre le non-respect des signaux par le conducteur du train de voyageurs, ce rapport affirme également que le système de sécurité Memor II+ installé sur la rame accidentée n’a pas fait son travail, en effet, il aurait dû déclencher un freinage d’urgence à cause de la vitesse excessive du train par rapport à ce que les signaux permettaient. Ce système avait déjà à plusieurs reprises dysfonctionné à cet endroit en ne se déclenchant pas au passage de plusieurs trains de voyageurs.
Le 13 février 2020, l'Administration des enquêtes techniques publie le rapport final de l'enquête de sécurité.

## Chronologie

### Train de voyageurs
Le TER 88807 était un train régulier reliant du lundi au vendredi Luxembourg à Thionville, avec arrêts intermédiaires à Bettembourg et Hettange-Grande. L'horaire théorique prévoit un départ à 8 h 27 pour une arrivée à 8 h 55, soit un trajet de 28 minutes pour une distance de 33 kilomètres.
Le 14 février 2017, le TER 88807 quitte la gare de Luxembourg à 8 h 28, en retard de près de deux minutes. Le personnel de bord compte un conducteur employé par les CFL et une contrôleuse employée par la SNCF. À 8 h 42, le train marque l'arrêt en gare de Bettembourg (située à 3 680 mètres du point de collision) avec 4 minutes de retard. Tous les voyageurs montés à Luxembourg y descendent, et personne ne monte : le train est donc vide en démarrant de Bettembourg. À la sortie de la gare de Bettembourg, la vitesse maximale autorisée pour le TER est de 140 km/h. L'arrêt en gare de Bettembourg dure 34 secondes et le train redémarre à 8 h 43 et 22 secondes, avec 3 minutes de retard.
À 8 h 44 et 50 secondes, le train franchit le signal fixe avancé SFAv Adm du point kilométrique 3,071 (à 1 590 mètres du point de collision) à 123 km/h. Ce signal, en position d'avertissement, impose au conducteur un ralentissement à 60 km/h dans les 800 mètres en aval du signal. Or loin de ralentir, la train continue sa montée en vitesse.
32 secondes plus tard, le conducteur actionne le freinage pneumatique de son train. La vitesse est alors de 133 km/h, et la distance jusqu'à la collision n'est plus que de 430 mètres.
Deux secondes plus tard, le train franchit le signal fixe principal SFP Dm du point kilométrique 1,849 à 131 km/h (368 mètres avant collision). Ce signal, au rouge, protège le train de marchandises en train de cisailler les voies pour rejoindre le triage de Bettembourg.
Neuf secondes après, à 8 h 45 et 35 secondes, le TER percute le train de marchandises à 85 km/h.

### Train de marchandises
Le train de marchandises no 49800 est un train Sibelit acheminant des wagons de transport d'acier vides entre le port de Strasbourg en France et La Louvière en Belgique. Le parcours entre Strasbourg et Thionville s'est effectué la veille et la train a quitté Thionville en direction du Luxembourg et de la Belgique à 8 h 31, avec 52 minutes de retard sur l'horaire théorique. Au départ de Thionville, le train est emmené par un conducteur employé par la SNCF.
À 8 h 43 et 48 secondes, le train franchit le signal fixe avancé SFAv Aam de la frontière à 77 km/h (à 1 628 mètres du point de collision). Le signal présente une position d’annonce à distance de voie libre avec limitation de la vitesse à 60 km/h.
À 8 h 45 et 15 secondes, le train franchit le signal fixe principal SFP Am du point kilométrique 1,169 à 47 km/h (312 mètres avant la collision). Ce signal affiche une position de voie libre avec limitation de la vitesse, du fait que le train va être aiguillé vers le triage et cisailler la voie en sens opposé.
Le train de marchandises est percuté par le TER à 41 km/h.

## Secours
Les secours ont été alertés à 8 h 55 et les premières équipes sont arrivées sur place à 9 h 06.
Une centaine de secouristes et policiers, aidés de maîtres-chien, ont été mobilisés. Un poste médical avancé a été installé. En revanche, le plan "grandes victimes" n'a pas été activé, les autorités ayant eu confirmation que moins de dix personnes étaient impliquées.

## Polémiques

### ETCS
L'hypothèse de la non-répétition de la signalisation dans la cabine du TER a très vite fait polémique. En effet, l'ensemble de la flotte de TER 2N NG des CFL est équipé du système européen de contrôle des trains, dit ETCS. L'ETCS est par ailleurs déployé sur l'ensemble du parcours entre Luxembourg et la frontière. Or côté français, si l'ETCS est bien installé entre la frontière et Uckange, il n'était pas en service car la procédure d'homologation, n'était, au moment des faits, pas terminée. Par ailleurs, la mise en conformité du parc SNCF a pris du retard imposant une cohabitation à titre dérogatoire entre l'ETCS et l'ancien système Memor II + sur la partie luxembourgeoise du parcours.
Ainsi, bien qu'équipés de l'ETCS, les TER 2N NG des CFL à destination de la France circulent uniquement avec le système Memor II + activé en territoire luxembourgeois.
Indépendamment de l'accident, l'enquête a révélé des « loupés » du système Mémor II + sur du matériel SNCF dus à une usure « hors tolérance » des brosses de contact.

### Droit de retrait
Après la réouverture de la ligne, les conducteurs français chargés de la conduite des TER ont exercé leur droit de retrait au nom du principe de précaution, dans l'attente de la connaissance des causes de l'accident. Le trafic fut perturbé pendant plusieurs semaines, avec des trains SNCF limités à Thionville et des trains spéciaux CFL affrétés entre Thionville et Luxembourg. Trois mois après l'accident, des conducteurs employés par la SNCF refusaient toujours de travailler en territoire luxembourgeois.

## Dégâts matériels

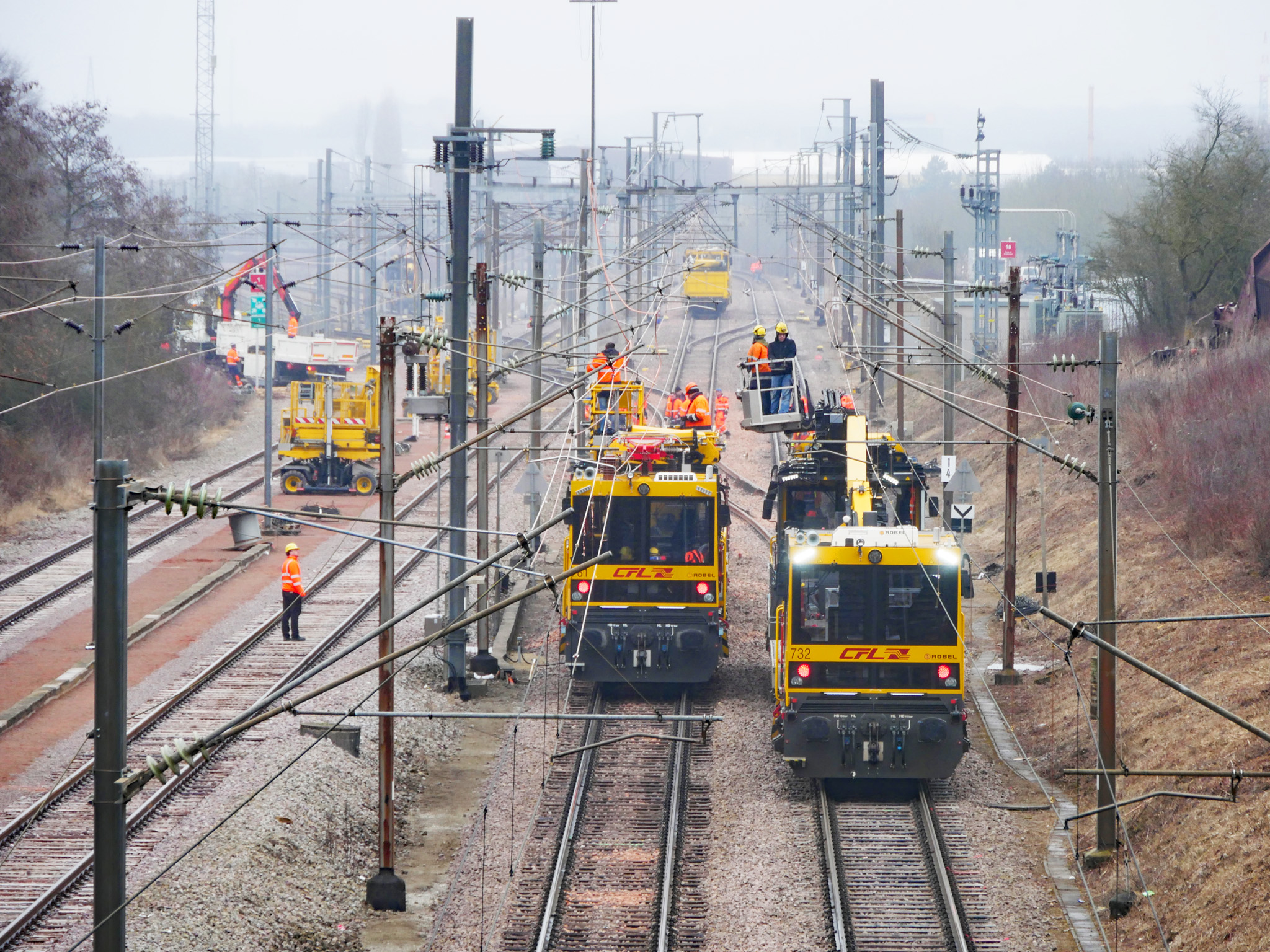
Remise en état de la caténaire le 20 février.

Les deux trains se sont télescopés. Le train de voyageurs était assuré par l'automotrice à deux niveaux no 2211 mise en circulation le 27 février 2006 par les CFL. Cette automotrice est composée de trois caisses immatriculées 2211-1, 2211-3 et 2211-5. La caisse no 2211-5 (portant l'immatriculation internationale UIC 94 82 00 2211 5-8 L-CFL), en tête dans le sens de la marche, a été détruite sur presque toute sa longueur par le train de fret. Les deux autres caisses ne se sont pas chevauchées et sont restées sur les rails. La caisse 2211-1 a été récupérée par le Corps grand-ducal d'incendie et de secours en 2019 afin que les pompiers puissent s'y entraîner
Le train de fret était quant à lui emmené par deux machines : en tête du convoi la locomotive no 1309 (immatriculation internationale : 91 88 0130 090-9 B-BLX) mise en service par la SNCB le 25 mai 1999, et en deuxième position la locomotive no 1330 (no international 91 88 0130 300-2 B-BLX) mise en service le 26 mai 2000 par le même opérateur. La 1309 a été pliée vers le haut par l'impact avec le train de voyageurs, et enfoncée par son propre convoi. La seconde locomotive (1330) est enfoncée aux deux extrémités, mais moins lourdement. En outre, plusieurs des wagons du train de fret, qui roulaient à vide, ont déraillé et ont été détruits.
Les dégâts aux voies et à la caténaire sont moins importants que lors de la catastrophe de Zoufftgen.